# Lycophidion namibianum
Espèce
Synonymes
- Lycophidion hellmichi Haacke, 1970

Lycophidion namibianum est une espèce de serpents de la famille des Lamprophiidae. 

## Répartition
Cette espèce est endémique de Namibie.

## Publication originale
- Broadley, 1991 : A review of the Namibian snakes of the genus Lycophidion (Serpentes: Colubridae), with the description of a new endemic species. Annals of the Transvaal Museum, vol. 35, n. 14, p. 209-215 (texte intégral).